# Дело УФТИ
Дело УФТИ — общее название для репрессий, направленных против физиков Украинского физико-технического института (Харьков) в 1935—1938 годах, в период Большого террора.

## История
Всего пострадало от репрессий 16 сотрудников УФТИ. Первым был арестован М. А. Корец, 28 ноября 1935 года, но вскоре освобожден и восстановлен на работе в УФТИ. 26 мая 1936 года в Москве была арестована Ева Штрикер (на тот момент уже бывшая жена А. Вайсберга, художественный руководитель фарфорово-стекольной отрасли СССР), её обвинили в подготовке покушения на И. В. Сталина, вначале её отправили на «Лубянку», потом в ленинградские «Кресты». Александр Вайсберг ездил в Ленинград, затем в Москву, чтобы хлопотать за Еву. Хождение по кабинетам в Москве заняло несколько месяцев и увенчалось успехом — в сентябре 1937 года Еву неожиданно освободили, выдали новый паспорт и выслали из страны. Через Польшу она попала в Австрию. В феврале 1937 года М. А. Корец вслед за Л. Д. Ландау переехал в Москву. В 1937 году (после отъезда Ландау в Москву) были арестованы и расстреляны пять ведущих сотрудников УФТИ: Л. В. Шубников, Л. В. Розенкевич, В. С. Горский, В. П. Фомин и К. Б. Вайсельберг; двое иностранных подданных были арестованы и впоследствии были выданы гестапо: Ф. Хоутерманс (член Компартии Германии) и А. Вайсберг (член Компартии Австрии и Германии). Фриц Ланге — единственный из иностранных учёных, кто не был ни арестован, ни выслан. Ланге был в числе первой группы немецких антифашистов, приехавших в СССР, и его новые советские документы были подписаны лично Сталиным. Эти документы, вероятно, уберегли Ф. Ланге от репрессий. Были расстреляны парторг института, начальник строительства «Опытной станции глубокого охлаждения» (ОСГО) Пётр Фролович Комаров, сменивший на этой должности А. Вайсберга, и начальник отдела снабжения Константин Александрович Николаевский. В 1937 году были также арестованы аспиранты Иван Максимович Гусак и Пётр Николаевич Комаров, оба работали на ОСГО. И. M. Гусак был освобождён и продолжил работать в УФТИ, погиб в Великой Отечественной войне. П. Н. Комаров погиб в заключении. В том же 1937 году в рамках Дела УФТИ был исключен из комсомола «за связь с Ландау» И. Я. Померанчук. В феврале 1938 года был арестован Г. Г. Демидов, судим Военным трибуналом и осуждён на 5 лет по статье 58-10, с сентября 1938 года — на Колыме. В 1951 году был вывезен с Колымы для работы (4-м спецотделом МВД) над атомным проектом как физик-экспериментатор. Однако поскольку благодаря зачётам срок его заключения истекал через несколько месяцев, был направлен на север Республики Коми в Инту как административно-ссыльный. Затем переехал в Ухту, где с 1954 года работал на Ухтинском механическом заводе. 26 апреля 1938 года на Арбате в Москве профессор МГУ Ю. Б. Румер был арестован «как пособник врага народа Ландау» когда он направлялся с друзьями отметить свой день рождения. В 1953 году, после окончания срока ссылки, принят на работу в должности старшего научного сотрудника Западно-Сибирского филиала АН СССР. Вместе с Ю. Б. Румером были арестованы Л. Д. Ландау и М. А. Корец. Корец был арестован 27 апреля 1938 года, амнистирован 18 марта 1952 года, отбыв 14 лет в ИТЛ, и до 1958 года находился в ссылке, работал на комбинате «Интауголь». Ландау был арестован 28 апреля 1938 года. Обвинения в его адрес касались работы в УФТИ. Будущий нобелевский лауреат провел в тюрьме ровно год и был освобожден 28 апреля 1939 года благодаря ходатайству выдающихся физиков — Нильса Бора и Петра Капицы. 4 июня 1938 года был арестован второй директор УФТИ А. И. Лейпунский, но уже 7 августа того же года освобождён. 22 июня 1938 года был арестован первый директор УФТИ И. В. Обреимов. 19 ноября 1940 года осуждён на 8 лет исправительно-трудовых лагерей и отправлен в г. Котлас. В его защиту выступили академики С. И. Вавилов, А. Ф. Иоффе, В. Л. Комаров и другие. 21 мая 1941 года освобождён из-за отсутствия состава преступления и восстановлен на работе в УФТИ. Был выслан из СССР (по другим данным, покинул УФТИ в знак протеста против арестов) Мартин Руэман.
В результате деятельности НКВД был уничтожен физик-экспериментатор нобелевского уровня Лев Васильевич Шубников, а крупнейший отечественный физик-теоретик Лев Ландау избежал этой же участи только благодаря переезду в Москву и ходатайству П. Л. Капицы. УФТИ перестал существовать как центр теоретической и экспериментальной физики европейского масштаба, а в фашистской Германии оказался Фридрих Хоутерманс, привлечённый там к разработке ядерного оружия. Какие-либо сведения о том, что кто-то понёс за это наказание, отсутствуют.
После ареста 1 марта 1937 года А. Вайсберг в совокупности провёл в тюрьмах СССР почти 4 года, после чего был выдан гестапо в 1940 году. В 1940—1945 годах находился в немецких концентрационных лагерях и тюрьмах, но выжил и написал несколько книг о репрессиях сталинского и нацистского режимов. Ф. Хоутерманс был арестован 1 декабря 1937 года, а 25 апреля 1940 года он, как и Вайсберг, был депортирован в Германию. В 1951 году в Лондоне вышла книга Хоутерманса о сталинских репрессиях, написанная им с сокамерником по киевской Лукьяновской тюрьме Константином Штеппой (в целях конспирации книга была издана под псевдонимами).